# Virgen de Copacabana
La Virgen de Copacabana, Nuestra Señora de Copacabana o Virgen Candelaria de Copacabana, es una advocación mariana venerada en Copacabana, Departamento de La Paz, Bolivia.
Su fiesta se celebra el  5 de agosto. El 1 de agosto de 1925 fue coronada y declarada "Reina de la nación".
El culto a la Virgen de Copacabana se inició en 1583 en la época virreinal, en el pueblo de Copacabana a más de 3.800 metros sobre el nivel del mar, y a 139 km de la ciudad de La Paz, y recostado sobre una colina, donde la península de Copacabana se adentra en el lago Titicaca, lugar que corresponde a la actual Bolivia, acercándose a las islas del Sol y de la Luna, antiguos lugares sagrados para los aymaras e incas.
Su veneración se extendió desde Bolivia  a diversos países de América, como Argentina, Brasil, Chile, Colombia y Perú; y también a países de Europa, como España. Así mismo, varios lugares llevan el nombre de Copacabana en Argentina, Brasil y Colombia.

## Historia
Durante el período español, Copacabana en el Virreinato del Perú fue evangelizado y catequizado por los padres dominicos desde 1539 hasta 1574. Con este propósito establecieron una doctrina en Copacabana y en los otros pueblos vecinos como Pomata, Chucuito, Acora, Llave, Juli, Zepita y Yunguyo. Los dominicos, aparte de propagar la fe cristiana católica, como orden mariana, propagaron también una profunda devoción a la Virgen María en toda esta región. Además de propagar el rezo del Rosario, cabe recordar que los dominicos eran desde 1530 los custodios de uno de los santuarios marianos más importantes de España, el Santuario de Nuestra Señora de la Candelaria de las Islas Canarias.
En el pueblo de Copacabana, alrededor de 1580 sus habitantes vivían divididos en dos grupos, los Anansayas y los Urinsayas. A pesar de haber recibido la fe cristiana, vivían apegados a su religión primigenia. Las malas cosechas y otras desventuras los obligaron a pensar en atraerse los favores del cielo y resolvieron los Anansayas erigir una cofradía y ponerla bajo la advocación de la Virgen de la Candelaria. Mientras que los Urinsayas se opusieron alegando que ellos tenían pensado dedicarla a San Sebastián, pero al final no se hizo nada.

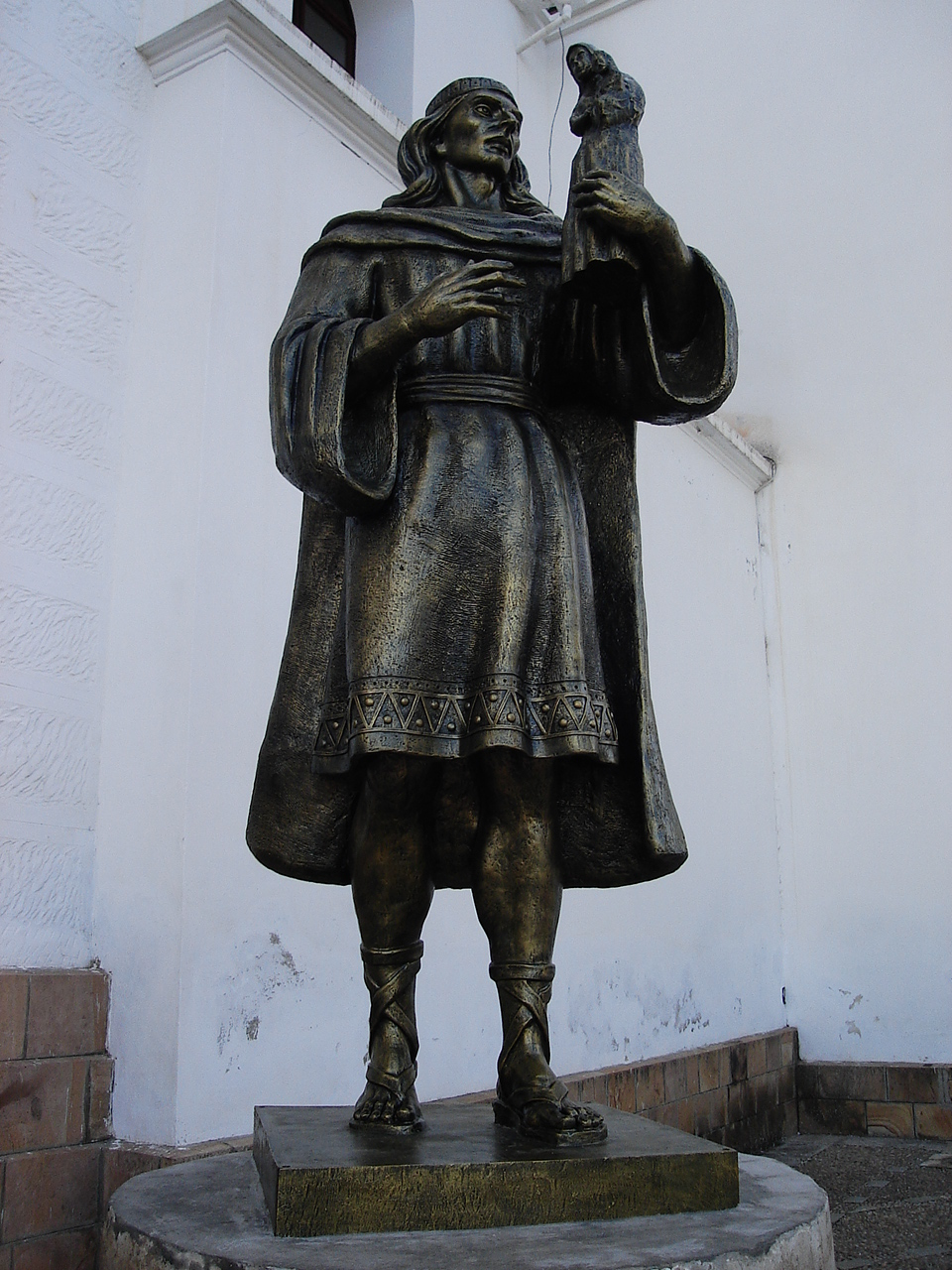
Estatua del escultor Tito Yupanki.

El inca Tito Yupanki, descendiente del inca Wayna Qhapak, no abandonó la idea y concibió el proyecto de labrar una imagen de la Virgen pensando que una vez hecha y trasladada al pueblo sería más fácil establecer la cofradía propuesta. Este escultor aficionado, ayudado por su hermano Felipe, trabajó la imagen de la Virgen en arcilla, de una vara de alto, por los resultados, esta imagen debió representar la buena voluntad alejada de las gracias naturales de María. Fue colocada a un lado del altar por el Padre Antonio de Almeida, que hacía de párroco. Al dejar Copacabana don Antonio, se hizo cargo de Copacabana el predicador bachiller don Antonio Montoro, quien al ver esa imagen desgarbada, tosca y sin proporciones, mandó sacarla del altar y llevarla con el desaire a un rincón de la sacristía.
Humillado Francisco Tito por este contratiempo y aconsejado por los suyos, marchó a Potosí, que contaba con destacados maestros en escultura de imágenes sagradas. Llegó a adquirir en el taller del Maestro Diego Ortiz, cierto dominio en la escultura y en el tallado de la madera. Con esos conocimientos se resolvió trabajar la imagen definitiva de la Candelaria. Buscó por todas las iglesias de Potosí una imagen de la Virgen que pudiera servirle de modelo, encontrando en el Convento de Santo Domingo a la Virgen del Rosario. Se fijó en ella con suma atención para grabarla en su mente y antes de comenzar su trabajo, hizo celebrar una misa en honor de la Santísima Trinidad, para obtener sobre su obra la bendición divina.

Los urinsayas, en principio, admitieron fundar la cofradía, pero no aceptaron la efigie labrada por Yupanqui, por lo que este empezó a buscar comprador. En La Paz, la imagen llegó a manos del cura de Copacabana, quien decidió llevar la imagen al pueblo. El 2 de febrero de 1583 la imagen de María llegó a la población de Copacabana, lo que hace de este santuario mariano uno de los más antiguos de América, junto al santuario de Guadalupe en México. Todo el pueblo salió gozoso a recibirla y con gran alegría la condujeron a la Iglesia, donde se celebró una misa en su honor y se entronizó la imagen de la Virgen. Dice Alonso Ramos Gavilán: 
Pusieron pues esta imagen (tan devota como hermosa, y más hermosa que el cielo) en unas andas que la devoción del corregidor y cura tenían prevenidas, y en procesión solemne, acompañada de suspiros y lágrimas, fue recibida a horas de misa mayor en la iglesia donde se hallaron algunos españoles que estaban con el corregidor. Fue esta entrada en Copacabana a dos de febrero del año de 1583.

## Descripción de la Imagen
El cuerpo de la imagen está tallado en madera de maguey y esta totalmente laminado en oro fino y en sus ropajes se reproducen los colores y las vestiduras propias de una princesa inca. Su forma original esta permanentemente cubierta por lujosos mantos y trajes superpuestos a la talla, luciendo además una larga peluca de pelo natural. La imagen, que mide un poco más de cuatro pies, sostiene en su brazo izquierdo a un niño de manera muy peculiar, como si estuviera a punto de caerse y en su mano derecha sostiene un canastillo con unas palomas.
La imagen original nunca sale de su santuario, para las procesiones se utiliza una réplica de la misma. Es típico del santuario, que los que visitan salgan de él caminando hacia atrás, con la intención de no darle la espalda a su querida Madre cuya fiesta se celebra el 2 de febrero, día de la Virgen de la Candelaria, pero también se celebra el 5 de agosto, con liturgia propia y gran celebración popular.
El 22 de abril de 2013 ocurrió un lamentable hecho; un grupo de delincuentes robó
28 joyas que adornaban a la Virgen entre ella el bastón de mando, regalo del Virrey del Perú en 1669. El sábado 6 de julio de 2013 los habitantes de Copacabana felizmente restituyeron la imagen de la Virgen con nuevas joyas.

## Construcción del Templo Mayor
Desde un principio la imagen cobró fama de ser milagrosa, lo cual se extendió por toda la comarca, el Virreinato y el continente entero. Los padres Agustinos construyeron la primera capilla Mayor, entre los años 1614 y 1618. El Virrey de Lima, Conde de Lemos, apoyó moral y económicamente la construcción de la Basílica desde 1668 y asistió a la inauguración de la misma en el año 1678.
En la actualidad la Basílica data del año 1805 y la imagen fue coronada durante el pontificado del Papa Pío XI en 1925, con el paso del tiempo los fieles donaron, para adorno de la imagen, gran cantidad de valiosas joyas y el templo se llenó de regalos y tesoros. Cuando se independizó Bolivia en el año 1825, existía un ascendiente y permanente presencia de la Virgen de Copacabana en la fe de todo el pueblo.
En 1826 el Presidente de la República de Bolivia, el Mariscal Antonio José de Sucre, expropió todas las joyas coloniales del tesoro del Santuario de la Virgen para fundirlas en las primeras monedas de oro y plata de Bolivia.

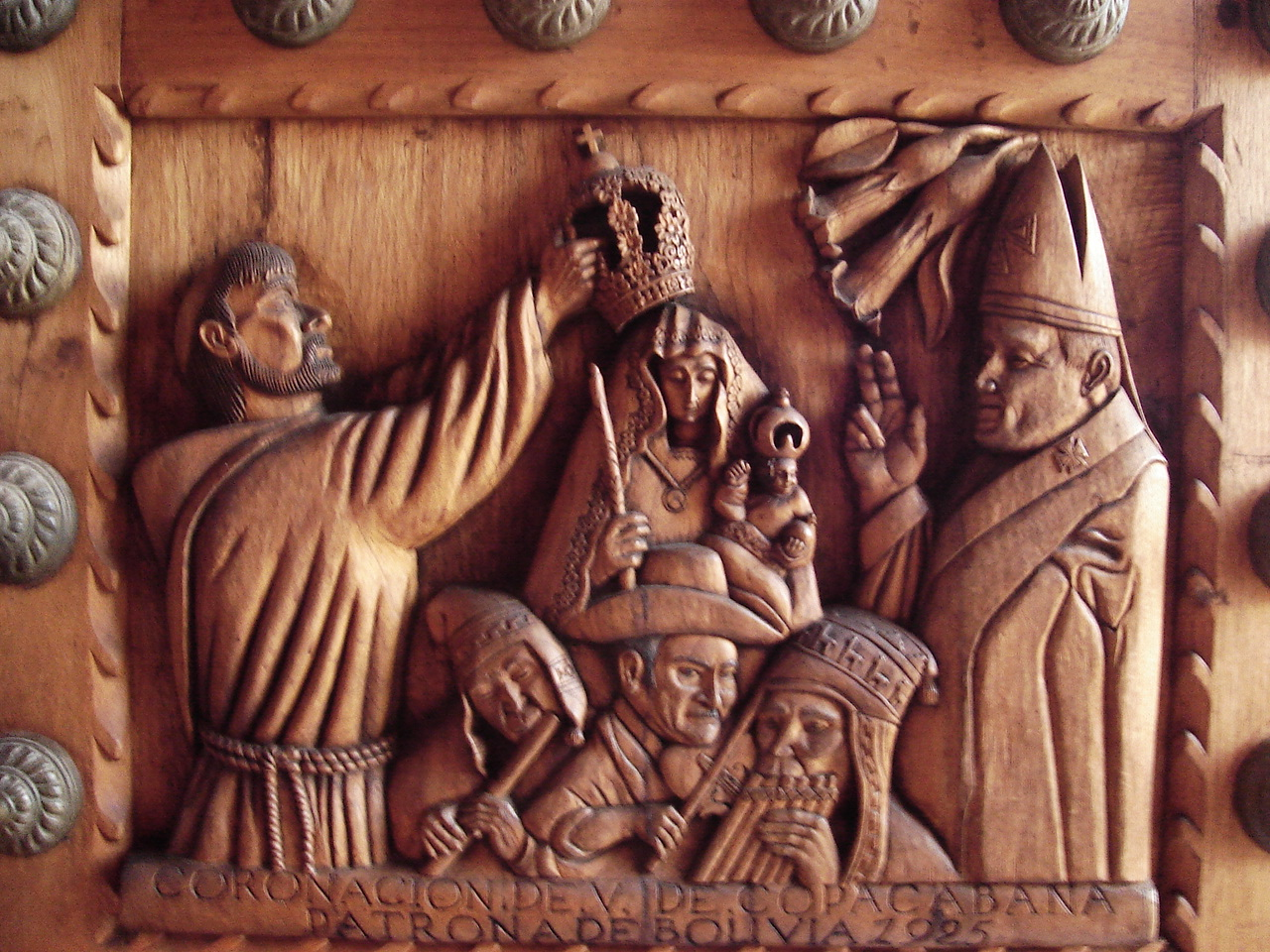
Coronación de la Virgen de Copacabana.

## Distinciones
- El 1 de agosto de 1925, año del primer centenario de la Independencia de Bolivia, en ocasión de la celebración del Primer Congreso Eucarístico Nacional, la Virgen de Copacabana fue coronada como Reina de la Nación por el Breve Apostólico de Pío XI de 29 de julio de 1925.
- El 2 de diciembre de 1954, la Policía Nacional de Bolivia la proclamó "Patrona del Cuerpo Nacional de la Policía" y le concedió el grado de "Generala".
- En 1969 la Fuerza Naval Boliviana le confirió el grado de "Almirante".

## Devoción en otros países
- Argentina

Buenos Aires. Aproximadamente desde 1972, la colectividad boliviana en la Argentina, estimada en más de un millón y que gran parte de ellos viven entre la ciudad de Buenos Aires y el Gran Buenos Aires, celebra la Fiesta de la Virgen de Copacabana en Buenos Aires, que convoca a más de 50 mil personas.
La celebración se realiza el segundo y tercer domingo de octubre, en el Barrio General San Martín, más conocido como Barrio Charrúa. La primera fecha indicada, luego de la celebración de la misa de fiesta, se realiza la procesión de la imagen de la Virgen de Copacabana por algunas calles de la zona, seguido de los grupos folclóricos de danzas; la segunda fecha se realiza propiamente la demostración de los danzas propias de Bolivia, como se hacen en las entradas típicas en las fiestas en Bolivia.
Copacabana. En la localidad de Copacabana de la Provincia de Catamarca, también se celebra su fiesta.
Copacabana. En la localidad de Copacabana de la Provincia de Córdoba se celebra su fiesta el 2 de febrero.

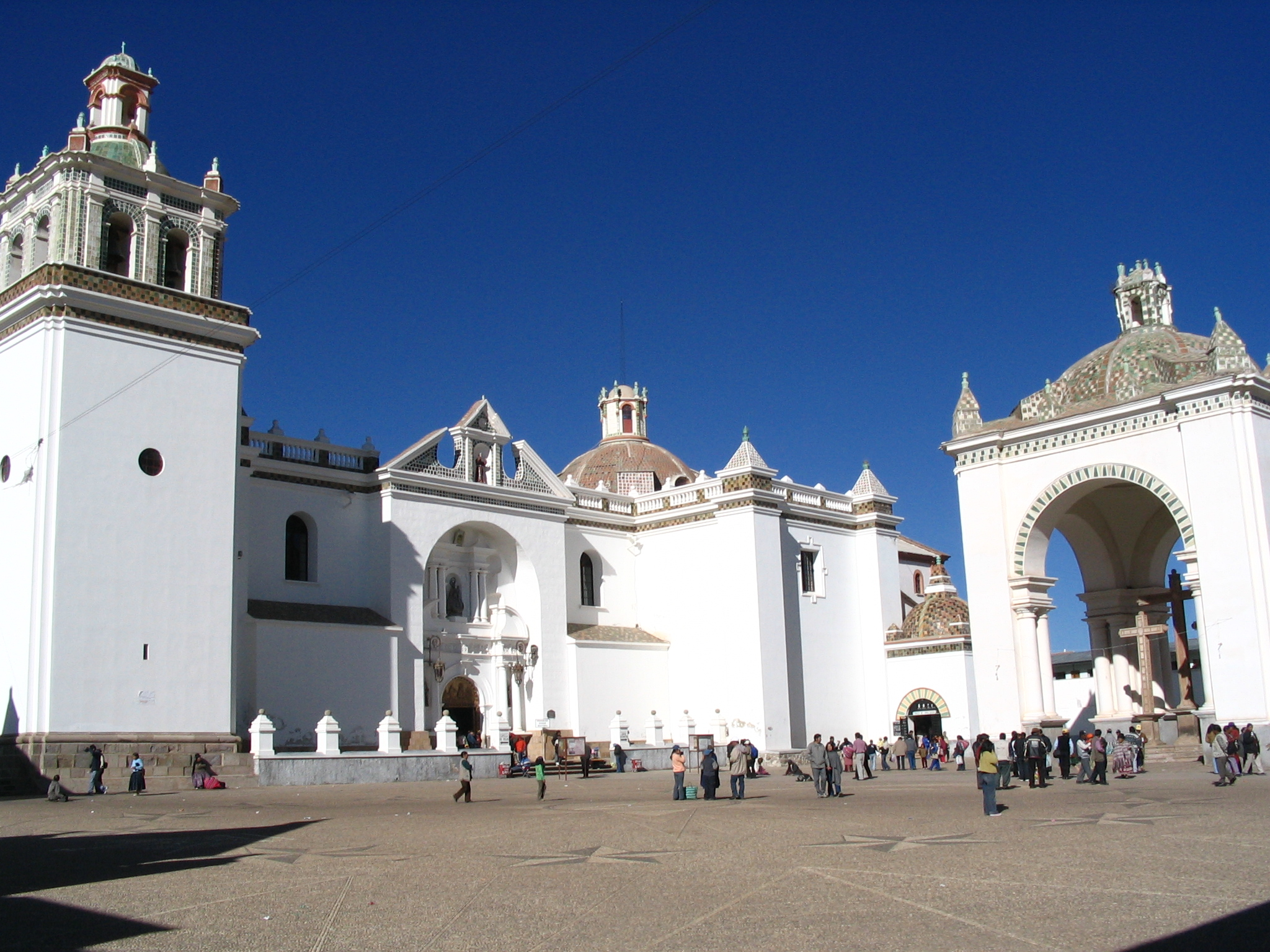
Santuario de Copacabana.

Luján. Desde el año 1956 se realiza cada primer domingo de agosto una peregrinación a la Basílica de Nuestra Señora de Luján, donde se celebra una misa de fiesta en honor a la Virgen de Copacabana. Y también se celebra una misa los primeros domingos de febrero, mayo y noviembre en el camarín de la Virgen.
Punta Corral. Según los datos históricos la Virgen de Copacabana se apareció a un pastor en julio de 1835. Cada año, desde varios lugares, sus devotos realizan una multitudinaria peregrinación el día Lunes Santo hasta Punta Corral. Luego retornan hacia Tumbaya y Tilcara, en la Provincia de Jujuy, transportando dos imágenes de la Virgen de Copacabana, para después continuar con la fiesta el Sábado de Gloria. Posteriormente, el día 17 de julio se lo devuelven las imágenes a la capilla de Punta Corral.
- Brasil

En Brasil su culto se inició cuando la virgen se apareció, según una leyenda, a un joven pescador en una playa. En el Brasil existen dos sitios que llevan el nombre de Copacabana, uno en Río de Janeiro y otro en Uberlandia (Minas Gerais).
Cuenta la tradición que un rico minero altoperuano volvía de un largo viaje por Europa y en el borde de las costas brasileñas, su embarcación comenzó a zozobrar por una terrible tormenta.
Entre la carga que traía se encontraba una virgen de Copacabana, de la cual era devoto el empresario. Entonces, los marineros hicieron la promesa de construirle un altar si los salvaba. De esa manera, llegaron a las playas de Sacopenapã.
Atribuyendo el milagro al favor divino de la virgencita, cumplieron su promesa y construyeron un altar en su honor.
Río de Janeiro. El siglo XVII en el antiguo barrio Sacopenapã, se levantó una capilla en honor a la Virgen de Copacabana, donde se entronizó una réplica llevada desde Copacabana. La imagen terminó por dar nombre a la famosa playa de Copacabana y al barrio de Copacabana.
- Colombia

Copacabana "Fundadora de Pueblos".  En Colombia se inició el culto a nuestra Señora de Copacabana en La Tasajera en 1702, actual Copacabana, departamento de Antioquia.
- España

Rubielos Altos. Hacia mediados del siglo XVII alguien llevó una imagen de la Virgen de Copacabana hasta la población de Rubielos Altos, Provincia de Cuenca, desde entonces la devoción a esta advocación se extendió y actualmente es la patrona de esta población.
- Perú

Lima. En la ciudad de Lima la devoción a la Virgen de Copacabana se estableció desde fines del siglo XVI, cuenta con una Iglesia de Nuestra Señora de Copacabana dedicada en su honor.
Arequipa. En la ciudad de Arequipa se encuentra ubicado un santuario ubicado en el distrito de José Luis Bustamante y Rivero, Urb. Santa Mónica.
- Venezuela

Guarenas. En Guarenas, población del estado Miranda, la virgen de Copacabana es la patrona.
Nuestra Señora de Copacabana de Guarenas, estado Miranda (Venezuela)